# Gabriel Pierné
Henri Constant Gabriel Pierné (Metz, Francia, 16 de agosto de 1863 - Ploujean (Finisterre), Francia, 17 de julio de 1937) fue un organista, compositor y director de orquesta francés.

## Biografía

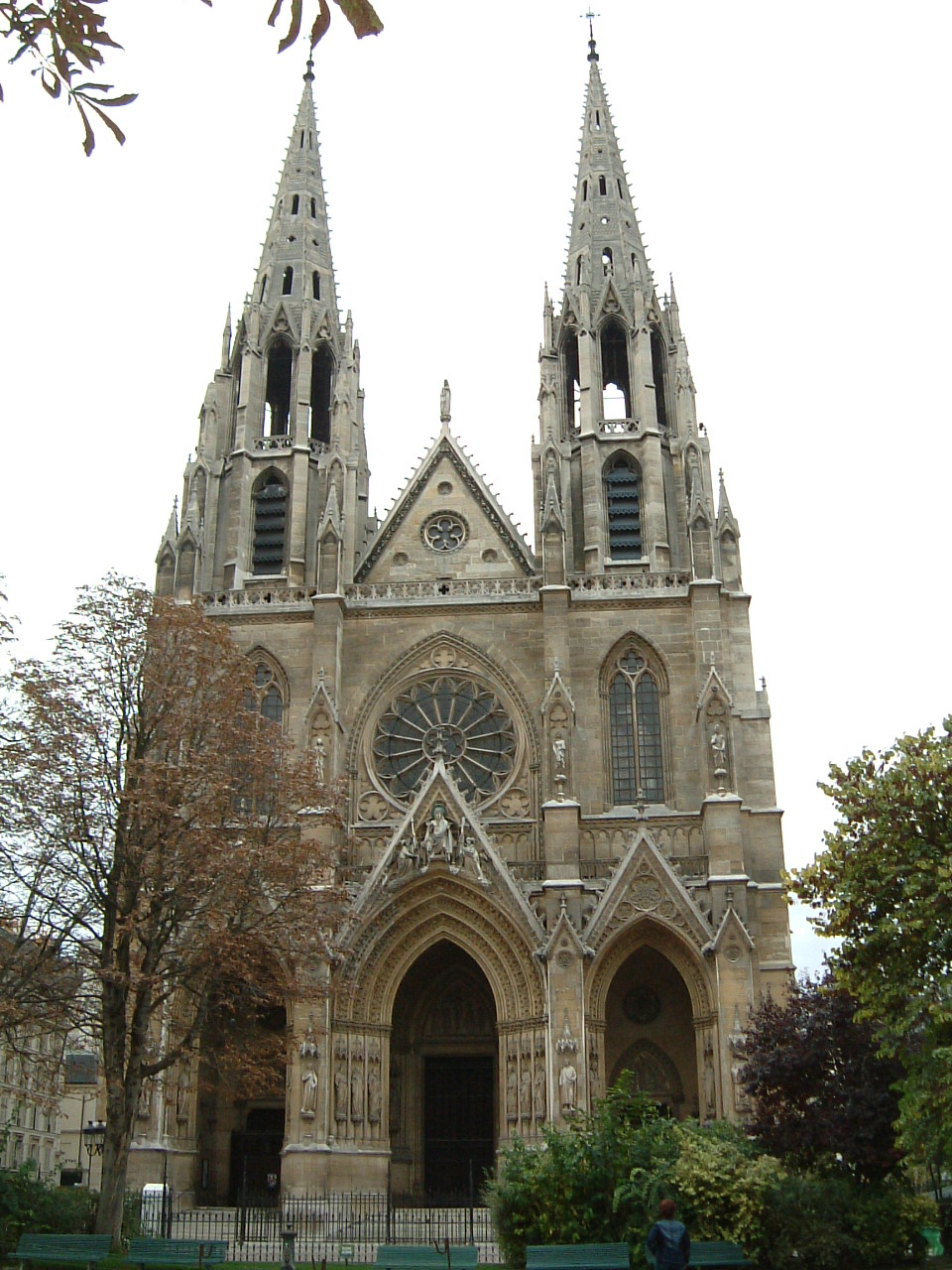
Iglesia de santa Clotilde de París, donde Pierné fue organista.

Su madre fue profesora de piano y su padre profesor de canto. La derrota francesa de 1870 condujo a su familia a París.
Pierné ingresó en el Conservatorio de París, en el que cantaba con , César Franck y Jules Massenet. En 1882 obtuvo el primer premio de órgano y el Segundo Grand Prix de Rome, con la cantata Edith. En el Conservatorio conoció a Claude Debussy, al que le uniría siempre un fuerte vínculo. En 1890, a la muerte de César Franck, reemplazó a su maestro en la tribuna de organista de la Iglesia de santa Clotilde durante ocho años, hasta que Charles Tournemire tomó su relevo en 1898.
La verdadera carrera musical de Pierné se produjo en el campo de la dirección de orquesta. En 1903 se convirtió en adjunto de Édouard Colonne al frente de los Conciertos Colonne, antes de obtener, más adelante (de 1910 a 1934) la dirección principal de los mismos. Consiguió una gran reputación como director de orquesta, que aprovechó para fomentar la interpretación de música contemporánea (Claude Debussy, Maurice Ravel, Albert Roussel, Ígor Stravinski). Recibió críticas de su amigo Camille Saint-Saëns al dirigir la Segunda suite de Darius Milhaud. También estrenó la sinfonía de Louis Vierne en 1919. En 1924 fue nombrado miembro de la Académie des beaux-arts ocupando la vacante de Théodore Dubois. Ese mismo año fue nombrado «Chevalier» de la Legión de Honor.

## Obras
Abordó todos los géneros con igual éxito: con tan sólo doce años compuso la Sérénade, opus 7. Sus composiciones en Roma, primero la Suite para orquesta, opus 11, después Les elfes (leyenda dramática en tres movimientos) y la Obertura sinfónica, opus 10 (1885) son muy apreciadas.
Pero hay que buscar al mejor Pierné dentro del ámbito de la música de cámara, por ejemplo en la bella Sonata para violín y piano compuesta en 1900 en Bretaña. Para el piano compuso también una encantadora colección de Quince piezas publicadas desde 1883, un cuaderno de seis piezas Pour une petite amie, opus 14 (1887), Trois pièces formant une suite de concerts, opus 40 (1903) y el Concierto para piano en do menor para piano y orquesta, opus 25 (1890).
Escribió también una Pieza en sol menor para piano y corno inglés (1883); una Canzonetta para clarinete y piano, opus 19 (1888); un Solo de concierto para fagot y piano (1898); una Fantasía impromptu; una Berceuse; una Sonata, opus 36. Su Sonata da camera para flauta, violonchelo y piano muestra, probablemente, en la mejor tradición de su estilo, la originalidad de sus construcciones rítmicas y el uso de los timbres.
También dejó numerosas canciones, como Le petit rentier, reflejando diferentes estados de ánimo según los temas; por ejemplo, el humor en Les petits lapins (1891), Les trois petits oiseaux o Les trois poèmes de Klingsor. Debemos destacar finalmente la Sonata para violonchelo y piano de 1919, en la que muestra gran influencia del estilo de César Franck.
Compuso, además, obras para orquesta, con o sin solista: Les paysages franciscains; La fantaisie basque para violín y orquesta, dedicada a Jacques Thibaud; la música incidental para Ramuntcho de Pierre Loti (1908); el Divertissement sur un thème pastoral que dedicó en 1934 a «sus amigos y colaboradores, los artistas de los Concerts Colonne»
Sus oratorios y las obras para el teatro constituyeron una parte importante de su producción. El 8 de diciembre de 1895 se estrenó en los Concerts de l'Òpera un episodio lírico sobre libreto de Eugène Morand titulado La nuit de Noël 1870. En 1897, L'an Mil, poema sinfónico con coro; La croisade des enfants sobre libreto de Marcel Schwob (1902) obtuvo el premio Ciudad de París en 1903 y Les enfants de Bethléem, oratorio sobre un poema de Gabriel Nigond, se estrenó en Ámsterdam el 13 de abril de 1907; Saint-François d'Assise (oratorio) se estrenó, a su vez, en el Teatre Châtelet el 24 de marzo de 1912.
Para el teatro compuso Le chemin de l'amour (obra en un acto), Don Luis (ópera en tres actos) y Vendée.
También compuso numerosas óperas-cómicas: La fille de Tabarin (comedia lírica en tres actos, 1901), On ne badine pas avec l’amour (comedia lírica en tres actos, 1910), Fragonard (comedia musical en tres actos y cuatro cuadros, con libreto de André Rivoire y Romain Coolus representada en el Théâtre de la Porte Saint-Martin en octubre de 1934 bajo la dirección de Maurice Lehmann).
Entre las obras concertantes debemos destacar el célebre y espléndido Concierto para arpa y orquesta (1903).
Sus partituras coreográficas son también importantes: Le collier de saphirs (1891); Bouton d'Or (1895); Cydalise et le Chèvre-Pied; Impressions de music-hall; Images, etc.
Pierné soportó, a lo largo de toda su vida, el eclipse que su brillante carrera como director de orquesta proyectó sobre su faceta de compositor. René Dumesnil escribió a este respecto que: «Todos aquellos que se fijen en las partituras de Gabriel Pierné tienen garantizados un gran provecho y un gran placer».

## Selección de composiciones

### Obra orquestal
- Serenata para cuerdas
- Trois pièces formant suite de concert, 1883
- Suite No. 1, 1883
- Envois de Rome (Suite – Ouverture – Les Elfes),  ca. 1885
- Fantaisie-ballet, para piano y orquesta, 1885
- Piano concerto, Op. 12, 1886
- Scherzo-caprice, para piano y orquesta, 1890
- Ballet de cour, 1901
- Concertstück, para arpa y orquesta, 1903
- Poème symphonique, para piano y orquesta, 1903
- Dos suites de la música incidental de Ramuntcho, 1910
- Paysages franciscains, Op. 43, 1920
- Fantasie basques, para arpa y orquesta, 1927
- Divertissement sur un thème pastoral, Op. 49, 1932
- Gulliver au pays de Lilliput, 1935
- Viennoise, suite, Op. 49bis, 1935

### Obras para banda
- Marche des petits soldats de plomb (Marcha de los soldaditos de plomo), 1887
- Marche solennelle (1899) (dedicado a Gustave Wettge)
- Petit Gavotte et Farandole
- Ramuntcho (también en arreglo orquestal)

### Óperas
- La coupe enchantée, 1895
- Vendée (Drame lyrique), 1897
- La fille de Tabarin (opéra comique), 1901
- On ne badine pas avec l'amour (opéra comique), 1910
- Sophie Arnould (opéra comique), 1927
- Fragonard, 1934

### Ballets
- Le Collier de Saphir, 1891
- Les joyeuses commères de Paris, 1892
- Bouton-d'or, 1895
- Salome, 1895 (estreno por Loie Fuller en el Comedie-Parisienne, París)
- Cydalise et le Chèvre-pied, 1923
- Impressions de music-hall, 1927
- Giration, 1934
- Images, 1935

### Música para teatro
- Yanthis, 1894
- La princesse lontaine, 1895
- La Samaritaine, 1897
- Ramuntcho, 1908
- Les Cathédrales, 1915

### Piano
- Étude de concert en do menor, Op. 13
- Album pour mes petits amis, Op. 14

### Instrumento solista
- Impromptu-Caprice, Op. 9 (arpa)
- Pieza en sol menor (oboe) Op. 5 (1883)
- Solo de Concert (fagot y piano)